# Radfan
Radfan, Wzgórza Radfan – region Republiki Jemeńskiej. Najwyższym szczytem jest Jebel Huriyah (1867 m n.p.m.).
W latach 60. XX wieku obszar ten był częścią brytyjskiego protektoratu Dhala (członka Federacji Arabii Południowej) i miejscem intensywnych walk podczas konfliktu adeńskiego. W kwietniu 1964 komandosi SAS prowadzili tam wojnę przeciwko powstańcom Kutajbi.